# Кавголовско језеро
Кавголовско језеро (рус. Кавголовское озеро; фин. Kaukolanjärvi) моренско је језеро на северозападу европског дела Руске Федерације. Налази се на територији Всеволошког рејона, на северозападу Лењинградске области. Географски се налази на Лемболовском побрђу, моренском брежуљкастом подручју у централном делу Карелијске превлаке. Припада басену реке Неве. На југоисточној обали језера налази се варошица Токсово.
Површина језерске акваторије је 6,8 км², а површина сливног подручја 31,7 км². Доста је плитк са просечном дубином од свега око 2,5 метара, максимално до 3,5 м. Из јужног дела језера отиче река Токса, лева притока Охте, преко које је повезано са басеном реке Неве.
Мањи земљани насип одваја Кавголовско језеро на западу од Курголовског језера (површине око 0,9 км²) на истоку. На око километар и по источније налази се језеро Хепојарви.